# Nueva Revista de Política, Cultura y Arte
Nueva Revista de Política, Cultura y Arte es una revista española fundada en 1990 y dedicada al análisis de la sociedad contemporánea y la reflexión sobre ella en los órdenes de la cultura, las humanidades y la ciencia, el arte y la política.

## Historia
Fundada en 1990 por Antonio Fontán esta publicación analiza la vida pública, política y cultural española. El corte cultural de sus artículos la incluye dentro de las revistas culturales españolas, invitando al análisis y a la reflexión de la realidad contemporánea. 
En enero de 2010, Nueva Revista es adquirida por la Universidad Internacional de La Rioja (UNIR).
Nueva Revista pertenece desde 1994 a la Asociación de Editores de Revistas Culturales Españolas (ARCE). Desde entonces participa activamente en la organización de sus actividades y en los diversos programas de desarrollo y difusión de la cultura que se impulsan desde la asociación.
Nueva Revista participa en el debate sobre el papel económico, político y cultural de las nuevas tecnologías, a las que se dedicó un número monográfico (nº70, julio de 2000) que fue galardonado posteriormente con el premio AUTEL por su labor en la difusión del uso de las telecomunicaciones.

## Temática
Economía, internacional, literatura, poesía, historias del cine europeo, música, tradición cultural española, panorama lírico español, arte, entrevistas a personalidades de distintos ámbitos de la cultura española e internacional.